# National Football Conference
 For alternative betydninger, se NFC.
National Football Conference eller NFC er en del af den amerikanske football liga NFL (National Football League). Inden sammenlægningen til det nuværende NFL var det en separat liga der kæmpede mod det daværende AFL, nu AFC. 
Konferencen består anno 2005, ligesom AFC, af 4 divisioner med 4 hold i hver, et total på 16 hold. De 4 divisioner hedder NFC North, -South, -East og -West. NFC består af:
NFC North
- Chicago Bears
- Detroit Lions
- Green Bay Packers
- Minnesota Vikings

NFC South
- Atlanta Falcons
- Carolina Panthers
- New Orleans Saints
- Tampa Bay Buccaneers

NFC West
- Arizona Cardinals
- Los Angeles Rams
- San Francisco 49ers
- Seattle Seahawks

NFC East
- Dallas Cowboys
- New York Giants
- Philadelphia Eagles
- Washington Redskins